# Nikolaos Skoufas (municipio)
Nikolaos Skoufas (en idioma griego|griego:  Νικόλαος Σκουφάς) es un municipio de la unidad periférica de Arta, an la periferia de Epiro, Grecia. El nombre del municipio procede de Nikolaos Skoufas, líder de la Guerra de independencia de Grecia. La sede del municipio se encuentra en la localidad de Peta.

## Municipio
El actual municipio de Nikolaos Skoufas se formó tras la reforma de gobiernos locales de 2011 por la fusión de los siguientes 3 municipios anteriores, que se convirtieron en unidades municipales:
- Arachthos
- Kommeno
- Kompoti
- Peta